# 杜甫墓 (耒阳)
杜甫墓位于湖南省耒阳市的耒阳一中校园内，是诗圣杜甫的墓葬。

## 历史
此处杜甫墓以麻条石砌，墓额刻“有杜工部墓王禾立石”。王禾为南宋景定年间耒阳县令。抗日战争期间，湖南省政府曾迁至耒阳，省政府主席薛岳作序立石。墓的西、北、面尚存杜陵祠一角。1983年，杜甫墓被列为湖南省文物保护单位。